# Neotonchidae
Neotonchidae é uma família de nematóides pertencentes à ordem Chromadorida.
Géneros:
- Comesa Gerlach, 1956
- Dystomanema Bezerra, Pape, Hauquier, Vanreusel & Ingels, 2013
- Filitonchoides Jensen, 1986
- Filitonchus Platt, 1982
- Gomphionchus Platt, 1982
- Neotonchoides Platt, 1982